# Mirgisa
Mirgisa (egipčansko Iken) je bilo naselje na drugem Nilovem kataraktu v sedanjem Sudanu, v katerem je bila ena od največjih egipčanskih trdnjav v Nubiji. V času Tutmoza III. je bilo v njem 250 do 450 prebivalcev.
Arheološko najdišče je prvi raziskoval angleški geolog Henry George Lyons leta 1892, izkopaval pa francoski egiptolog Jean Vercoutter v letih 1962-1969. Razen trdnjave je odkril ostanke dveh mest, od katerih je bilo eno utrjeno, severno obzidje, dve pokopališči, drčo za čolne in pristanišče. Z gradnjo Asuanskega jezu je Mirgiso potopilo Nubijsko jezero.

## Zgodovina
Mirgisa je obstajala že pred gradnjo velike trdnjave. Po njeni izgradnji je postala obmejna utrdba, trgovsko središče in kontrolna točka na drugem Nilovem kataraktu. Pomembno najdišče Akha iz srednje kamene dobe, oddaljeno samo nekaj sto metrov od velike trdnjave, dokazuje, da je bila Mirgisa naseljena že okoli leta 7500 pr. n. št.  Velika kamnita orodja so datirana v obdobje okoli 3500 pr. n. št. Naselje je doseglo višek v Srednjem kraljestvu in drugem vmesnem obdobju Egipta  in nekoliko manjšega v Novem kraljestvu.
Utrdbe znotraj severnega obzidja je zgradil verjetno Senusret III. V bližnji Semni so odkrili stelo iz osmega leta njegovega vladanja. Napis poudarja gospodarski pomen Mirgise in se bere:
Južno mejo je v osmem letu svojega vladanja postavilo njegovo veličanstvo kralj Gornjega in Spodnjega Egipta Kakaure, naj živi večno, da bi preprečil potovanje Nubijcev proti severu po kopnem in po Nilu, in vse živine in drugega blaga v lasti Nubijcev, z izjemo tistega, s katerim so nameravali na zakonit način trgovati v Mirgisi. Nubijcem je za vedno prepovedana plovba po Nilu severno od Semne.
V Dvanajsti dinastiji je bila Mirgisa carinska postaja za potnike, ki so potovali proti severu v Egipt. Veliko število hroščev, najdenih v poslopjih, kaže, da se je v njej največ dogajalo v obdobju Trinajste dinastije in obdobje Hiksov. Velika trdnjava je bila ponovno naseljena v Osemnajsti dinastiji, čemur je sledilo hitro upadanja, ki je trajalo do Dvajsete dinastije. Trdnjava je bila kasneje zasedena samo občasno in v zgodnjem  krščanskem obdobju dokončno opuščena.

### Mesto
Mesto Mirgisa je bilo ustanovljeno pred trdnjavo. Stalo je kakšen kilometer severno od nje in imelo površino okoli 75.000 m2. V zgodnjem obdobju je imelo okoli 1 m visoko obzidje in se kasneje razširilo izven njega. V mestu odkriti predmeti, med njimi vrči, miljniki, modeli za kruh, vrčki za pivo in krožniki, kažejo, da so bili v Srednjem kraljestvu in drugem vmesnem obdobju v njem naseljeni izključno Egipčani. Prva od dveh starejših izkopanih hiš je bila obzidana s pravokotnim valovitim zidom iz blatnih zidakov, druga pa je bila kamnita in skoraj pravokotna z nekaj okroglimi elementi.

### Pokopališča
Številna pokopališča dokazujejo, da je bila Mirgisa neprekinjeno naseljena od poznega Srednjega kraljestva do onca Novega kraljestva:
- M-Fe, pozno  drugo vmesno obdobje
- M-III, kermska kultura, drugo vmesno obdobje
- MX, pozno Srednje kraljestvo-drugo vmesno obdobje
- MX-TC, pozna Dvanajsta dinastija-zgodnja Trinajsta dinastija
- MX-TD, prva polovica Osemnajste dinastije

## Trdnjava
Velika trdnjava je bila zgrajena v Srednjem kraljestvu, da bi branila njegovo južno mejo  in nadzirala trgovske poti po dolini Nila iz Sudana in centralne Afrike. Skupaj s trdnjavo Debenarti na majhnem kamnitem otoku na Nilu je preprečevala vdore v Egipt z juga. Arheologi so od manjše trdnjave Debenarti odkrili samo njene temelje iz Dvanajste dinastije. Njen glavni namen je bil braniti pristanišče in pomol na južnem koncu drče za čolne. Velika trdnjava je bila opuščena med vladanjem Neferhotepa I.
Na ozemlju med drugim in tretjim kataraktom je bilo med vladanjem Senusreta III. zgrajenih enajst trdnjav, med njimi Šelfak, Uronarti, Askut, Semna, Kumma in Sumna jug. Največja med njimi je bila Mirgisa, ki je merila 40.000 m2. Imela je dvojno obzidje z bastijoni in 12 m visokimi vogalnimi stolpi. Obzidje je bilo debelo več kot 6 m in visoko več kot 10 m. Oba vhoda v trdnjavo sta bila zaščitena z jarkom. Severna vrata so imela ozek prehod s portikuli in dvemi masivnimi lesenimi vrati. V trdnjavi so med izkopavanji odkrili  tempelj, posvečen boginji Hator, in stelo, na kateri je Hator omenjena kot zavetnica Ikena. Najdbi sta pripomogli k prepoznavanju trdnjave. 

## Pristanišče in drča za čolne
Med izkopavanji so odkrili samo nekaj sledov pristanišča, verjetno zaradi izjemnih poplav, in ostanke drče za čolne, dolge več kot 2 km. Drča je služila za vleko čolnov preko drugega katarakta. Zgrajena je bila iz lesenih tramov, prečno položenih v mulj in blato. Trenje med čolnom in tramovi  je zmanjšala plast razmočene gline. 

## Arheološke najdbe
Odprava  Johna Vercoutterja je v puščavi zahodno in ne daleč od mesta Mirgisa odkrila grob, napolnjen z več kot 3.500 črepinjami. Na nekaterih so bili tudi napisi. V besedilih s prekletstvi so bila imena sovražnih držav in njihovih vladarjev z očitno  izraženenimi željami, da bi jih zadelo zlo. Besedila so bila prvotno napisana verjetno na vrčih, ki so jih zatem razbili in črepinje zakopali v grob. V njegovi bližini so odkrili tri kipe iz Dvanajste dinastije in pečat Nebirirava I. iz Šestnajste dinastije.